# Zéro Janvier
 (mai 2025).
Pour l’article homonyme, voir 0 janvier.
Zéro Janvier est un personnage de fiction de Starmania, l'opéra-rock de Michel Berger et Luc Plamondon.

## Présentation

### Biographie fictive
Affirmant être « parti de rien », Zéro Janvier participe à la guerre ayant touché l'Occident, pendant laquelle il conserve avec lui une photo de l'actrice Stella Spotlight, qu'il qualifie plus tard de « Déesse de l'amour, Déesse de la guerre ».
Zéro Janvier devient milliardaire en construisant des gratte-ciels, parmi lesquelles la Tour dorée qui surplombe la ville de Monopolis. Il vit une vie de luxe, multipliant les aventures, sans pour autant trouver le bonheur puisqu'il se lamente de ne pas avoir pu être artiste:

« J'suis pas heureux mais j'en ai l'air

J'ai perdu le sens de l'humour

Depuis qu'j'ai le sens des affaires

J'ai réussi et j'en suis fier

Au fond je n'ai qu'un seul regret

J'fais pas ce que j'aurais voulu faire »

Il annonce sa candidature à l'élection présidentielle avec un programme sécuritaire, raciste, économiquement libéral et éloignée de toute conception écologiste : il vante un « nouveau monde atomique [...] sous la loi martiale ». Il ambitionne également de se lancer dans la conquête de l'espace et de coloniser les planètes environnantes. Reprenant à son compte les vers de L'invitation au voyage de Baudelaire, il promeut « un monde où tout ne serait plus qu'ordre et beauté, luxe, calme et propreté ». Dans les versions 1978 et 2022 du spectacle, son principal adversaire, le Gourou Marabout, prône quant à lui un retour à la nature et une plus grande liberté des mœurs. Dans d'autres versions, il affronte d'autres adversaires (notamment Bill Clinton en 2000).
Afin de servir sa campagne, Janvier manipule l'image du gang des Étoiles Noires, potentiellement par l'intermédiaire de Sadia, qui, selon les interprétations de l'intrigue, peut-être vue comme un agent double travaillant pour Janvier depuis le début.
Janvier est décrit comme "le célibataire le plus convoité" de l'Occident et attire l'attention des médias. Dans certaines versions du spectacle, il apparaît dans l'émission Starmania, animée par Cristal sur la chaîne TéléCapitale. Dans certaines moutures de la version 1993 du spectacle, Janvier est montré comme étant le patron de cette chaîne.
Lors d'un débat avec le Gourou Marabout, animé par Roger-Roger, la chaîne Télé Capitale est piratée par Cristal. L'ancienne animatrice, éprise de Johnny Rockfort, le chef des Etoiles Noires, affiche ouvertement sa prise de position à ses côtés.
Apprenant que Stella Spotlight a pour projet d'abandonner sa carrière d'artiste, il lui fait porter une gerbe d'orchidées accompagnée d'un télégramme lui proposant de devenir l'égérie de son parti politique. Mais la comédienne, flattée, accepte sa "destinée". Janvier et Spotlight s'affichent ensemble et leur relation est médiatisée, l'actrice faisant publiquement la promotion de Janvier.
Parallèlement, Stella participe aux thérapies orgiaques organisées par le Gourou Marabout. Janvier, qui l'a fait surveiller, menace tout d'abord de rompre leur relation, puis la demande en mariage. Après une dispute sur leur ego respectif, Janvier et Spotlight semblent se réconcilier.
Leur union est annoncée sur Télé Capitale. À la suite du mariage, une réception géante qui sert également de soirée électorale est organisée à Naziland, la discothèque située au sommet de la Tour dorée du milliardaire.
Janvier remporte les élections mais Stella, dégoûtée des évènements, le désavoue. Selon les versions du spectacle, elle le quitte ou se suicide.
Pendant la soirée, Sadia avertit Janvier que les Etoiles Noires prévoient une attaque sur la Tour. La fin de Zéro Janvier varie selon les versions :
- Durant certaines productions antérieures aux années 2000, il est vivant et célèbre sa victoire.
- En 2000, Cristal est étranglée par Janvier en personne, ce dernier ayant succombé à la folie.
- Dans la tournée 2022-2024, après la mort de Cristal, Johnny active la bombe, vouant à la mort toutes les personnes présentes à Naziland parmi lesquelles Janvier, Ziggy et Sadia.

### Caractère
Selon les créateurs de la tournée 2022-2024, Zéro Janvier est « façonné par la soif avide et aveugle du pouvoir [...]. Le businessman le plus riche et le plus connu souhaite façonner un monde à son image en prônant des mesures extrémistes ».
Zéro Janvier est l'archétype du dictateur ambitieux, manipulateur et impitoyable. Rusé, il a une connaissance parfaite des médias de masse et sait s'entourer pour réussir. Il est extrêmement soucieux de son image, soigne son apparence dans les moindres détails. Rien n'est laissé au hasard dans sa politique : ni ses idées, ni son image. C'est également un exemple de self-made man accompli et convaincu, qui affirme que « chacun doit forger son destin ».

Janvier échoue toutefois dans sa vie intime. Il ne concrétisera jamais sa volonté d'être artiste et échouera dans ses relations sentimentales. Son couple avec Stella se révèle mal assorti et néfaste, exempt d'amour (« On aime que soi-même / Comment veux-tu qu'on s'aime ? »). Leur union n'est pas heureuse, motivée par les ambitions de chacun :

« Moi j'suis avec toi parce que tu m'fais du bien

Toi tu t'sers de moi pour arriver à tes fins

Faut pas mélanger l'amour et le métier

On fait tout ce qu'on peut pour pouvoir se rendre heureux

Mais on n'est jamais content

Tous les deux en même temps »

Lors de sa création, le personnage ne devait présenter aucun moment de sincérité ou de mélancolie : sa chanson phare, Le Blues du businessman, avait été écrite par Plamondon comme une manipulation cynique, un morceau satirique. Mais, portée par la musique lyrique de Berger, elle est souvent prise au premier degré par le public.
Afin de mieux coïncider avec l'image contemporaine des politiciens, le programme de Janvier est plus policé au fil des versions : le racisme de son discours est rendu moins explicite, notamment avec la disparition des paroles « la survivance de la race blanche » remplacées par « notre survivance » dès 1988.

## Similitudes entre Zéro Janvier et des figures politiques existantes
Le journaliste Yves Bigot note les similitudes entre Janvier et d'autres politiciens : « Si Starmania semblait jusqu'alors n'être qu'une fantasmagorie stylisée sur fond de romance et de violence urbaine, on constate aujourd'hui l'accomplissement de sa prophétie essentielle : un (mauvais) acteur, Ronald Reagan, est devenu l'homme le plus puissant de la planète. Et un chanteur yé-yé raté [...], Bernard Tapie, a donné sa réalité au personnage de l'homme d'affaires charismatique, frappant tous azimuts jusqu'à entrer en politique, cultivant la starmania en reprenant devant les caméras de Champs-Élysées Le Blues du businessman ».
Zéro Janvier présente aussi des similitudes avec Adolf Hitler : il « [aurait] voulu être un artiste », comme Hitler qui a échoué à entrer aux Beaux-Arts, et sa discothèque s’appelle le Naziland.
A la fin des années 80, Richard Groulx s'inspire d'un politicien français controversé pour incarner Janvier : « dans ma loge, j'avais une photo de Jean-Marie Le Pen : c'était ma façon de rentrer dans le rôle ».
Dans une interview accordée à TV Grandes chaînes, France Gall déclare : « Quand le président Sarkozy a épousé Carla Bruni, j'ai tout de suite pensé à l'histoire d'amour entre Zéro Janvier et Stella Spotlight, la sex-symbol ».

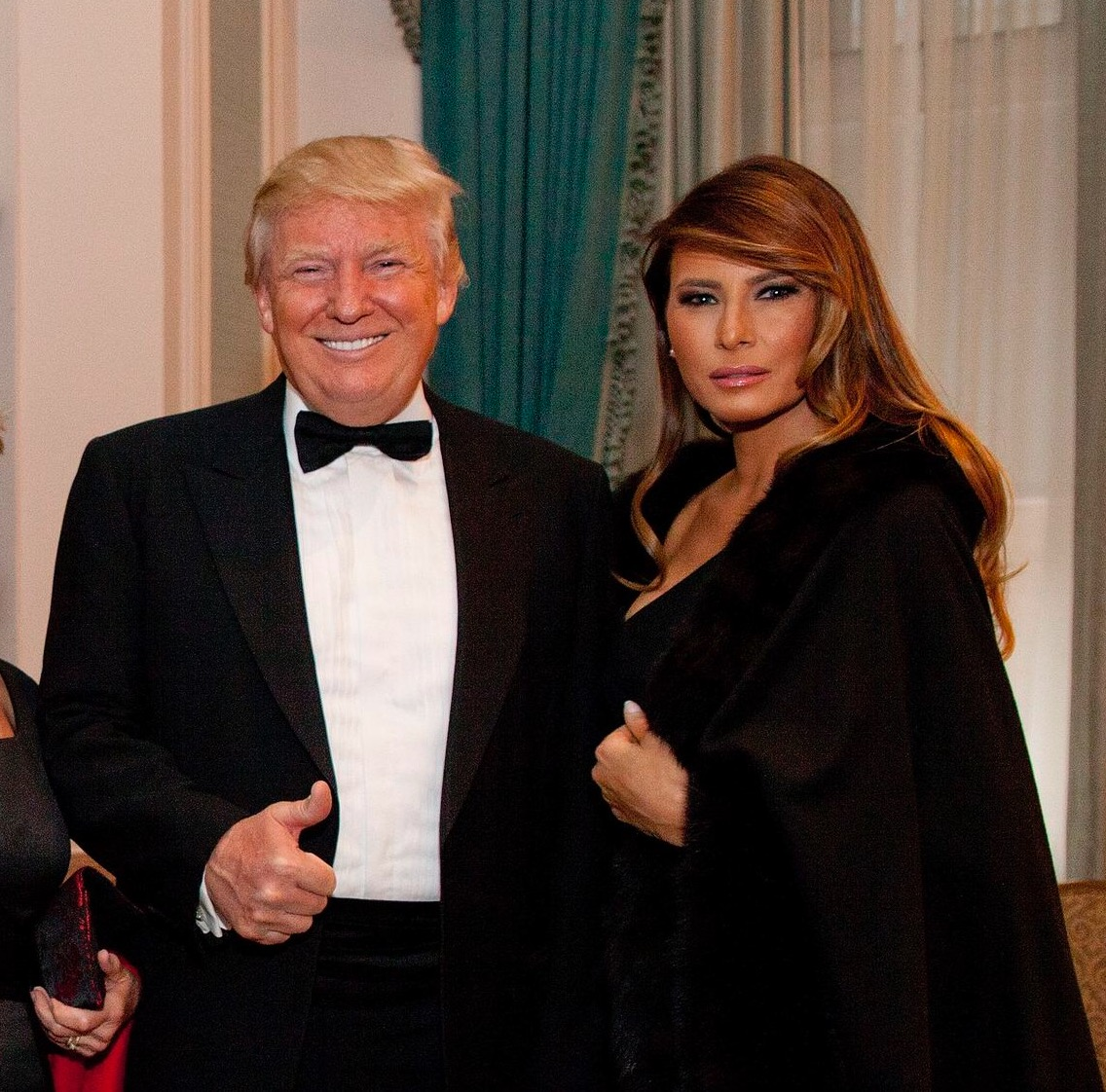
De nombreux journalistes ont dressé un parallèle entre Zéro Janvier et Donald Trump, ici avec sa femme Melania (2015).

Dès 2016, l'élection de Donald Trump à la tête des États-Unis remet toute la dimension politique de Starmania en lumière. Pour Sud-Ouest, les similitudes sont flagrantes : « Compagnon d'un ex-sex-symbole, il brigue la présidence de l'Occident à coups de discours populistes et démagos. Et il finit par se faire élire. [...] Comment ne pas voir en Donald Trump l'incarnation de Zéro Janvier, quarante ans plus tard ? [...] Plutôt que de trouver les vraies raisons du désenchantement de sa jeunesse, le peuple se cherche un chef à poigne. Depuis sa Trump Tower à lui, Zéro Janvier (interprété par Claude Dubois) apparaît comme l'homme providentiel. [...] Comme Donald Trump avec sa femme Melania, Zéro Janvier sait que les apparences comptent énormément dans une élection ».
En 2022, le retour du spectacle amène des réflexions similaires. Les Echos revient sur la trame en ces termes : « l'histoire, un rien alambiquée, réunit un chef de bande, Rockfort, un milliardaire aux ambitions politiques, Trump avant l'heure, du nom de Zéro Janvier, une actrice sur le déclin, Stella Spotlight ou un gourou. Le monde décrit n'est pas si loin de Metropolis, la musique en plus ». De son côté, Télérama affirme que le Janvier campé par David Latulippe évoque « pêle-mêle Donald Trump et Elon Musk ».

## Interprètes

### Liste des différents interprètes
Zéro Janvier a été interprété par Claude Dubois (1978), Étienne Chicot (1979), Michel McLean (1980-1981), Richard Groulx (1986-1990 ; 1997-1999), Michel Pascal (1989-1990 ; 1993-1997 ; 2000-2001), Erwin Bruhn (1991), Martin Fontaine (1999-2000), Marc Hervieux (2008) et David Latulippe (2022-2024).
Parmi ses doublures notables, on retrouve Norman Groulx (1993-1994) et Bruno Pelletier (1994-1995).

### Vision des interprètes et des créateurs sur le rôle
Claude Dubois, qui a prêté sa voix à Janvier sur l'album concept, affirme adorer tout particulièrement Le Blues du businessman : « Cette chanson m'a beaucoup plu et j'ai pris énormément de plaisir à l'enregistrer. C'est devenu un classique de la chanson francophone ». Dubois ayant refusé de reprendre son rôle sur scène, Etienne Chicot sera finalement le premier à incarner Janvier.
Dans les années 80, Richard Groulx est choisi pour jouer l'antagoniste. Selon le journaliste culturel François Alquier, Groulx campe « le plus grand Janvier de l'histoire de Starmania ». Malgré l'exigence du rôle, le chanteur n'a aucun mal à entrer dans la personnalité trouble du despote et à la quitter dès la fin de la représentation : « Je me détachais facilement de mon personnage. Une fois le maquillage enlevé, j'étais de nouveau Richard. Je ne me sentais plus du tout Zéro Janvier. [...] Vous pensez bien que, lorsque je quittais la scène, je ne souhaitais pas rester une espèce de Le Pen ! ».
Selon David Latulippe, dernier interprète en date de Janvier, le rôle a nécessité une longue préparation en amont avec son metteur en scène : « Avec Thomas Jolly, [...] nous avons travaillé sur les attitudes, sur les expressions. Nous sommes allés chercher des regards, des angles. Zéro Janvier est quelqu'un de rigide. Il contraste avec les personnages plus extravagants qui gravitent autour de lui. En public, il veut être parfait, à la dernière mode. Il est très stylé. C'est un ancien militaire. Il est strict jusque dans sa coupe de cheveux. C'est un vrai méchant en fait. Mais, ce qui est fun, c'est quand il arrive au Blues du businessman. C'est là seulement qu'il se lâche un peu, que l'armure se fend et qu'il montre ses fêlures ».

## Chansons dans l'opéra rock

### ActeI
- Communiqué de l'évangéliste (avec la speakerine, l'évangéliste et Marie-Jeanne)
- Conférence de presse de Zéro Janvier (avec la troupe)
- Le Blues du businessman (avec Cristal, Marie-Jeanne et la troupe)
- Le Meeting de Zéro Janvier

### ActeII
- Le Télégramme de Zéro à Stella (avec Stella Spotlight et l'assistante de cette dernière)
- Jingle de Stella (Si vous voulez un homme nouveau) (avec Stella Spotlight et la troupe)
- Le Débat télévisé (avec l'évangéliste, le grand gourou, Cristal, Marie-Jeanne, troupe)
- La Demande de Zéro à Stella (avec Stella Spotlight)
- Ego Trip (avec Stella Spotlight)
- Ce soir on danse à Naziland (avec Sadia)
- Victoire électorale (avec Stella Spotlight)
- Final (avec la troupe)